# Es Trucadors
Es Trucadors o els Trucadors és una península que es troba al nord de Formentera. Pertany a la parròquia de Sant Ferran de les Roques, dins la vénda de les Salines, i està inclosa en el parc natural homònim. És una franja de terra estreta i baixa, formada per un conjunt de dunes més o menys estables, amb una longitud a prop de 3 km i una amplada mitjana de 200 m. L'alçada màxima és de 10,34 m.

## Nom
Malgrat que hom l'anomena inexactament les Illetes, la zona s'anomena els Trucadors o, ja en desús, punta del Borronar. Tots dos topònims estan documentats del segle xvi i, pròpiament, el nom de punta del Borronar feia referència a la zona central de la península, on les dunes estan consolidades per l'acció del gram marí i el borró, mentre que el dels Trucadors es referia a la zona més septentrional, on les llengües d'arena que uneixen els diversos monticles rocosos ocasionalment desapareixien i formaven esculls. Mentre que el mateix borró ha donat nom a la punta del Borronar, el nom dels Trucadors és una deformació de Traücadors, derivat de traücar 'foradar', en referència al perill de foradar les barques entre aquests esculls.

## Geografia
La part meridional de la península compren entre l'Estany Pudent i el pujol del Palo (10 m) i el Muntanyar (10,34 m). En aquesta zona es troben els estanys saliners d'en Marroig. A ponent hi ha la platja del Cavall d'en Borràs, el Carregador, amb el Molí de la Sal, i la platgeta del Carregador.
La part central és la més turística, entre el Muntanyar i el pujolet dels Burons (6,34 m), o pujol del Racó de les Ampolles, on acaba el camí. A ponent es troba la platja de les Illetes i a llevant la platja dels Trucadors o platja de Llevant, que acaba en el racó de les Ampolles.
En la part septentrional, la península es va estrenyent. Està formada per petits monticles rocallosos units per llengües de sorra obertes a llevant i ponent i que, a l'hivern, l'onatge pot arribar a trencar la península en aquests punts. La part més meridional d'aquest sector és la zona de n'Adolf, nom originat pel naufragi del vaixell suec Adolf, el 1882: la platja del pas de n'Adolf del Sud, el pujolet de n'Adolf (7 m), el pas de n'Adolf del Nord. Les altres llengües de sorra cap al nord s'anomenen el Primer, el Segon i el Tercer.
L'extrem nord acaba a la punta dels Trucadors, dita també punta del Borronar, nom que indica l'abundància de borró o càrritx de platja. L'estret del Pas, de 50 m d'amplada i una profunditat de 2 m, separa la península de l'extrem meridional de l'illa de l'Espalmador, anomenat punta del Càrritx.

## Història
A la zona dels Trucadors va tenir lloc la batalla naval de Formentera (1529), on s'enfrontaren deu naus de l'emperador Carles I, capitanejades per Rodrigo Portuondo, contra quinze galiotes algerianes de l'Imperi Otomà, comandades per Drub el Diable (en). Els otomans resultaren vencedors, i els captius foren venuts a Alger, que feia poc que havia estat conquerida.
Bona part de la zona dels Trucadors era propietat de la Salinera Espanyola, que fins a 1985 va explotar els estanys de l'entorn, de manera que la zona romangué protegida l'especulació urbanitzadora. D'ençà de l'estiu de 2007, l'accés amb vehicle està controlat, però no el fondeig d'embarcacions, que suposen un risc pels fons marins, i particularment per les praderies de posidònia.